# Liste der Naturdenkmale in Gutenborn

Lage von Gutenborn

In der Liste der Naturdenkmale in Gutenborn werden die Einzel-Naturdenkmale, Flächennaturdenkmale sowie flächenhafte Naturdenkmale im Burgenlandkreis in der sachsen-anhaltischen Gemeinde Gutenborn und ihren Ortschaften Bergisdorf, Droßdorf, Heuckewalde und Schellbach sowie deren Ortsteilen aufgeführt.
In den Veröffentlichungen werden lt. Quellen in 14 Einzel-Naturdenkmale (ND), 3 Flächennaturdenkmale (FND) und 0 flächenhafte Naturdenkmale (NDF) angegeben. Die Angaben der Liste basieren auf Daten des „Geoportal Sachsen-Anhalt“ vom Landesamt für Vermessung und Geoinformation Sachsen-Anhalt und den Meta-Daten der angegebenen Quellen (ND, FND, NDF)

## Definition
„Naturdenkmäler sind rechtsverbindlich festgesetzte Einzelschöpfungen der Natur oder entsprechende Flächen bis zu fünf Hektar, deren besonderer Schutz erforderlich ist
1. aus wissenschaftlichen, naturgeschichtlichen oder landeskundlichen Gründen oder
2. wegen ihrer Seltenheit, Eigenart oder Schönheit.“

Ergänzend zu den lt. BNatSchG registrierten Naturdenkmalen sind in der Gemeinde Gutenborn (lt. NatSchG LSA) ebenfalls 0 geschützte Landschaftsbestandteile (GLB) und 2 geschützte Parks (GP) gelistet, deren Abgrenzungen sich aus den Erläuterungen vom Bundesamt für Naturschutz ergeben.

## Legende
- Bild: zeigt ein vorhandenes Foto des Naturdenkmals
- Nr: zeigt die jeweilige Nr. des Objekts
- Beschreibung: Kurzbeschreibung zum Naturdenkmal
- Koordinaten: zeigt die Lage auf der Karte
- Quelle: Datum/Link zur Referenzquelle

## (Einzel-)Naturdenkmale
| Bild           | ND-Nr.     | Ortsteil    | Beschreibung | Koordinaten                   | Quellen |
| -------------- | ---------- | ----------- | --- | ----------------------------- | ------- |
| Weitere Bilder | ND 0136BLK | Golben      | Stieleiche (Quercus robur) am Südausgang in Golben, am Hang neben Aufgang zur Fleischerei Golben 23, 50 m westlich ND 0137BLK | 51° 1′ 12″ N, 12° 6′ 45″ O    | [ 1 ]   |
| Weitere Bilder | ND 0137BLK | Golben      | Stieleiche (Quercus robur) am Gefallenendenkmal Golben (siehe Kulturdenkmal-ID: 09485517), nördlich am Hang zu einem Plateau in Gruppe mit weiteren Eichen, 50 m östlich ND 0136BLK | 51° 1′ 11″ N, 12° 6′ 47″ O    | [ 1 ]   |
| Weitere Bilder | ND 0139BLK | Kuhndorf    | Sommerlinde (Tilia platyphyllos) an der Kuhndorfer Dorfstraße, gegenüber Grundstück Nr. 10 | 51° 1′ 13″ N, 12° 8′ 20″ O    | [ 1 ]   |
| Bild gesucht   | ND 0149BLK | Kuhndorf    | Quelle bei der Kuhndorfmühle, etwa 300 m westlich Ortslage Kuhndorf im Kuhndorftal gelegen, befindet sich ca. 250 m südlich der Mühle (siehe Kulturdenkmal-ID: 09485531), ist eine frei aus dem Westhang vom Bachlauf des Wilden Bach tretende natürliche Wasserquelle, ist Teil des Landschaftsschutzgebiet „Kuhndorftal“     | 51° 1′ 15″ N, 12° 8′ 7″ O     | [ 1 ]   |
| Bild gesucht   | ND 0150BLK | Ossig       | Kiesborn bei Ossig | Koordinaten fehlen! Hilf mit. | [ 1 ]   |
| Bild gesucht   | ND 0151BLK | Ossig       | Froschborn bei Ossig | Koordinaten fehlen! Hilf mit. | [ 1 ]   |
| Weitere Bilder | ND 0161BLK | Golben      | Kesselborn im Golbener Graben, Quelllauf des Golbener Graben, welcher nördlich der Ortslage Golben im Feuchtwald entsteht und nördlich nach Großosida abfließt, wo er in den Mühlgraben, einem künstlichen Nebenarm der Weißen Elster mündet.                                                                                  | 51° 1′ 23″ N, 12° 6′ 46″ O    | [ 1 ]   |
| Weitere Bilder | ND 0171BLK | Heuckewalde | Traubeneiche (Quercus petraea) im Burgpark Heuckewalde, südlich des Schloss und nördlich des Parkteich, einem Stauteich am Quelllauf der Kleinen Schnauder | 50° 57′ 55″ N, 12° 9′ 9″ O    | [ 1 ]   |
| Weitere Bilder | ND 0178BLK | Rippicha    | Winterlinde (Tilia cordata) in Rippicha mit Gedenkstein, am Nordufer des Dorfteich neben Gefallenendenkmal; lt. Aufschrift am 31. Oktober 1855 zum Reformationstag als Lutherlinde gepflanzt | 51° 0′ 36″ N, 12° 7′ 53″ O    | [ 1 ]   |
| Bild gesucht   | ND 0180BLK | Ossig       | Buntsandsteinwand bei Ossig | Koordinaten fehlen! Hilf mit. | [ 1 ]   |
| Weitere Bilder | ND 0183BLK | Röden       | Winterlinde (Tilia cordata), steht etwa 200 m nordöstlich beim Ortsteil Röden an der Verbindungsstraße nach Osten; am südöstlichen Zugang zum Kuhndorftal, sie steht im Landschaftsschutzgebiet „Kuhndorftal“ unweit des Übergangs am „Wilden Bach“.                                                                           | 51° 0′ 40″ N, 12° 8′ 31″ O    | [ 1 ]   |
| Weitere Bilder | ND 0184BLK | Ossig       | Stieleiche (Quercus robur) in Ossig (auch als Luthereiche bezeichnet) an der Droßdorfer Straße, gegenüber Friedhof | 50° 59′ 56″ N, 12° 5′ 59″ O   | [ 1 ]   |
| Bild gesucht   | ND 0191BLK | Ossig       | Wasserfall im Grabeholz, ca. 1 km südlich Ossig im Waldgebiet „Grabeholz“ an einem westlichen Seitental (als Schluchtgraben bezeichnet) des Bachlaufs der Aga, einem Nebenfluss der Weißen Elster gelegen, ist Teil des Landschaftsschutzgebiet „Aga-Elster-Tal und Zeitzer Forst“                                             | 50° 59′ 9″ N, 12° 6′ 3″ O     | [ 1 ]   |
| Weitere Bilder | ND 0210BLK | Ossig       | Sandsteinbruch an der Straße Droßdorf-Ossig, Sandsteinaufschluß an einem Steinlhang in Ost-West-Richtung mit deutlich sichtbaren Formationen in einem ehemaligen Steinbruch; nördlich der Verbindungsstraße K2219 zwischen Ossig und Droßdorf gelegen, ist Teil des Landschaftsschutzgebiet „Aga-Elster-Tal und Zeitzer Forst“ | 51° 0′ 14″ N, 12° 6′ 35″ O    | [ 1 ]   |

## Flächen-Naturdenkmale
| Bild         | FND-Nr.    | Ortsteil   | Beschreibung | Koordinaten                 | Quelle     |
| ------------ | ---------- | ---------- | --- | --------------------------- | ---------- |
| Bild gesucht | FND0074BLK | Ossig      | Winterschachtelhalm/Märzenbecher im südlichen Tal des Grabeholz, ca. 1 km südlich von Ossig im Waldgebiet „Grabeholz“ gelegenes nachgewiesenes Vorkommen von Winter-Schachtelhalm (Equisetum hyemale) und Frühlings-Knotenblume (Leucojum vernum) am Osthang des Bachlauf der Aga etwa 250 m östlich des Wasserfall im Grabeholz, ist Teil des Landschaftsschutzgebiet „Aga-Elster-Tal und Zeitzer Forst“ | 50° 59′ 10″ N, 12° 6′ 13″ O | 03.02.1965 |
| Bild gesucht | FND0086BLK | Schellbach | Märzenbecherwiese im Agatal zwischen Lonzig und Schellbach, Vorkommen von Frühlings-Knotenblume (Leucojum vernum) westlich der Mündung des Winkelgrundbach in die Aga, einem Nebenfluss der Weißen Elster; befindet sich ca. 250 m östlich der Lonziger Wassermühle (siehe Kulturdenkmal-ID: 09486290), ist Teil des Landschaftsschutzgebiet „Aga-Elster-Tal und Zeitzer Forst“                           | 50° 58′ 50″ N, 12° 6′ 9″ O  | 30.07.1980 |
| Bild gesucht | FND0087BLK | Lonzig     | Gänsebachgrund, Feucht- und Auwaldgebiet im Mündungsbereich des Gänsebach in die Aga, einem Nebenfluss der Weißen Elster, befindet sich südlich des Verlaufs der Lonziger Hauptstraße östlich der Ortslage, etwa 200 m westlich der Lonziger Wassermühle(siehe Kulturdenkmal-ID: 09486290), ist Teil des Landschaftsschutzgebiet „Aga-Elster-Tal und Zeitzer Forst“                                       | 50° 58′ 50″ N, 12° 5′ 44″ O | 30.07.1980 |

## geschützte Landschaftsbestandteileund Parke
| Bild                  | Nr.        | Ortsteil    | Beschreibung | Koordinaten                 | Quelle     |
| --------------------- | ---------- | ----------- | --- | --------------------------- | ---------- |
| Heuckewalde, Burgpark | GP_0010BLK | Heuckewalde | Burgpark Heuckewalde, der ehemalige Schlosspark am Schloss Heuckewalde (siehe Kulturdenkmal-ID: 09485971) befindet sich südlich des heutigen Schlosses (siehe auch Bodendenkmal-ID: 428300011 – "ehemalige Wasserburg Heuckewalde") in Ost-Westrichtung entlang des Quelllaufs der Kleinen Schnauder mit 2 künstlichen Stauteichen direkt an der Landesgrenze zu Thüringen (Geraer Ortsteil Wernsdorf). Die Abgrenzung des ehemaligen Parks sind durch mehrfache Überbauung und wechselnde Eigentumsverhältnisse nicht mehr klar erkennbar, als sicher gilt das die vom Schlosshof nach Westen (Giebelroth) führende ehemalige Allee und der angelegte Schloßgraben (vom Teich an der Pölziger Straße), die zwei Stauteiche an der Kleinen Schnauder (auch als Lindenberger Schnauder bezeichnet) sowie die Allee am Quelllauf westlich davon, beim Umbau zu einer barocken Parkanlage im 18. Jh. entstanden. Direkt östlich am Schloss befindet sich die Schlosskirche Heuckewalde (siehe Kulturdenkmal-ID: 09485969), welche bereits im 12. Jh. erstmals erwähnt wurde und eine Mausoleum sowie das wohl ehemals auch zum Park gehörende Areal des heute mit einem Sportplatz überbauten Geländes (Heuckewalder SV e.V.). Die wechselvolle Baugeschichte des Schlosses sowie deren Eigentümer ist eng mit dem heutigen Aussehen des Parks verbunden, der sich im Wesentlichen nur noch auf das direkt südlich am Schloss befindliche Wegenetz um den zweiten kleineren Stauteich konzentriert, hier befindet sich auch das Naturdenkmal Traubeneiche. | 50° 57′ 54″ N, 12° 9′ 12″ O | 12.11.1970 |
| Kuhndorftal (süd)     | GP_0016BLK | Kuhndorf    | Kuhndorftal von Rasberg bis Röden (südlicher Teil) ist das etwa 2 km lange südliche Teilstück, dieses als "Park" 1970 registrierten Gebiets, welches vollständig in das heutige Landschaftsschutzgebiet „Kuhndorftal“ integriert ist. Es ist eine Auwaldbiotop an den Talhängen des in diesen Bereich tw. mäandernden und weitestgehend naturbelassenen Bachlauf des "Wilden Bach", welcher bei Loitzschütz entspringt und am heutigen Schlosspark Moritzburg in Zeitz in den Mühlgraben mündet. Der parallel zum Bachlauf führt ein nach Norden verlaufender Weg (als Kuhndorfer Grund bezeichnet) von der nördlich bei Röden stehenden Winterlinde im Süden über eine Quelle zur Kuhndorfmühle (siehe Kulturdenkmal-ID: 09485531) bis zur Feuchtwiese im Talgrund und zur Mündung des Knittelholzbach an der Kuhndorfer Straße südlich vom Zeitzer Stadtteil Rasberg, wo sich der nördliche Teil des Tals anschließt. | 51° 0′ 59″ N, 12° 8′ 6″ O   | 12.11.1970 |